# San Juan Bautista (Califòrnia)
San Juan Bautista és una població dels Estats Units a l'estat de Califòrnia. Segons el cens del 2000 tenia 1.549 habitants, 567 habitatges, i 388 famílies. La densitat de població era de 842,4 habitants/km².